# 發聲起始時間
發聲起始時間（英語：Voice onset time，簡稱），或譯為濁音起始時間、声带起振时、浊声初起时。VOT的具體含義不完全與字面吻合，實際指某一輔音從除阻的一刻到聲帶開始震動，中間所經過的時間。
塞音的三種主要發聲類型可從VOT角度分析：

濁塞音、不送氣清音和送氣清音的VOT示意圖

- 單純的不送氣的無聲（非響音的）塞音，有時也稱作「無聲爆破音」——中文習稱爲「全清音」。其VOT等於或近似零，也就是說幾乎在阻礙消除（除阻）的同時，後接的響音（比如元音）即開始發音。（好比塞音[t]，如果其消退時間爲15毫秒，或者如塞音[k]，30毫秒，則認為它們是無聲爆破音）
- 後接響音的送氣塞音，其VOT比全清音要長，稱作「爆破VOT」。爆破VOT的長度是衡量送氣程度的實用指標：VOT越長，送氣就越強。比如，在強送氣的納瓦霍語中，送氣的持續時間是英語的兩倍：[kʰ]的VOT值兩者分別爲160毫秒和80毫秒，而英語不送氣[k]的VOT卻只有45毫秒。另一些語言中也有比英語更弱的送氣音。概括來說，以軟顎塞爲例，不送氣[k]的典型VOT在20至30毫秒間，弱送氣的的參考值爲50至60毫秒，中等送氣[kʰ]平均約爲80至90毫秒，而擁有超過100毫秒甚至更長VOT的音則視作強送氣音。呼吸音，通常也稱作送氣濁音，為了將VOT用作分析濁送氣音的指標，須將VOT中的O——Onset：起始——理解爲開始發呼吸濁音[ɦ]的一刹那。當然，送氣輔音不一定都有後續的響音，但VOT是以響音的起始來定義的，就是說在這種情況下送氣強度不能用VOT來衡量。
- 濁塞音VOT值小於0，負VOT值意味著，聲帶在阻礙消除之前就開始了震動。術語「完全濁塞音」是指聲帶恰好在阻塞剛剛形成的一刹那開始震動，而「不完全濁塞音」則是指在阻塞保持階段中的某一時刻聲帶開始震動。

送氣和有聲（聲帶震動）都不是絕對的概念，允許有不同程度的中間值存在，所以我們常常會用相對的術語「強」（fortis）和「弱」（lenis）來描述呈二元對立的兩輔音系列。將VOT高的界定爲「強輔音」，將VOT低的界定爲「弱輔音」。當然，強弱都是相對而言，不同語言裏強弱的範圍可以迥乎不同。
清濁對立可以應用於所有類型的輔音，而送氣卻一般是塞音和塞擦音纔有的特徵。
| VOT  | VOT        | 例子 | 例子 | 例子 | 例子   | 例子     | 例子                     | 例子       | 例子     | 例子     | 例子 | 例子       |
| VOT  | VOT        | 粵語 | 英語 | 日語 | 朝鮮語 | 中部泰語 | 閩南語/ 臺北腔/ 首都泰語 | 特林吉特語 | 納瓦霍語 | 西班牙語 | 俄語 | 亞美尼亞語 |
| ---- | ---------- | ---- | ---- | ---- | ------ | -------- | ------------------------ | ---------- | -------- | -------- | ---- | ---------- |
| 強 ↑ | 強送氣     |      |      |      | ✓      |          |                          | ✓          | ✓        |          |      |            |
| 強 ↑ | 中等送氣   | ✓    | ✓    |      |        | ✓        |                          |            |          |          |      | ✓          |
| 強 ↑ | 弱送氣     |      |      | ✓    | ✓      |          | ✓                        |            | ✓        |          |      |            |
| ↓ 弱 | 不送氣     | ✓    |      |      | ✓      | ✓        | ✓                        | ✓          |          | ✓        | ✓    | ✓          |
| ↓ 弱 | 不完全濁音 |      | ✓    |      |        |          | ✓                        |            |          |          |      |            |
| ↓ 弱 | 完全濁音   |      |      | ✓    |        | ✓        |                          |            |          | ✓        | ✓    | ✓          |

## 外部連結
- Buy a pie for the spy介紹濁塞音、不送氣清音和送氣清音與VOT的關係